# Deformación craneal artificial

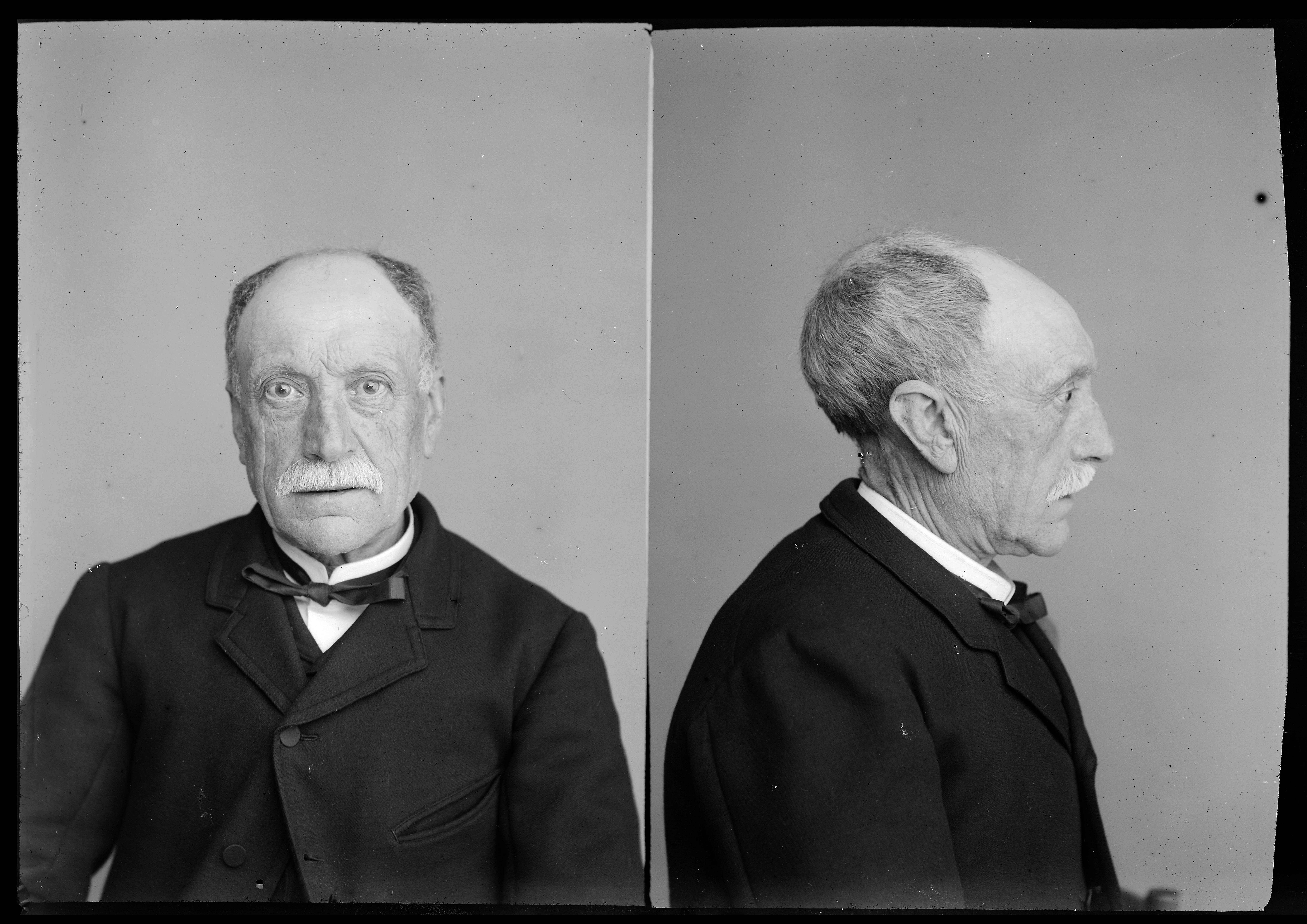
Hombre de Toulouse con el cráneo deformado, fotografía de finales del.

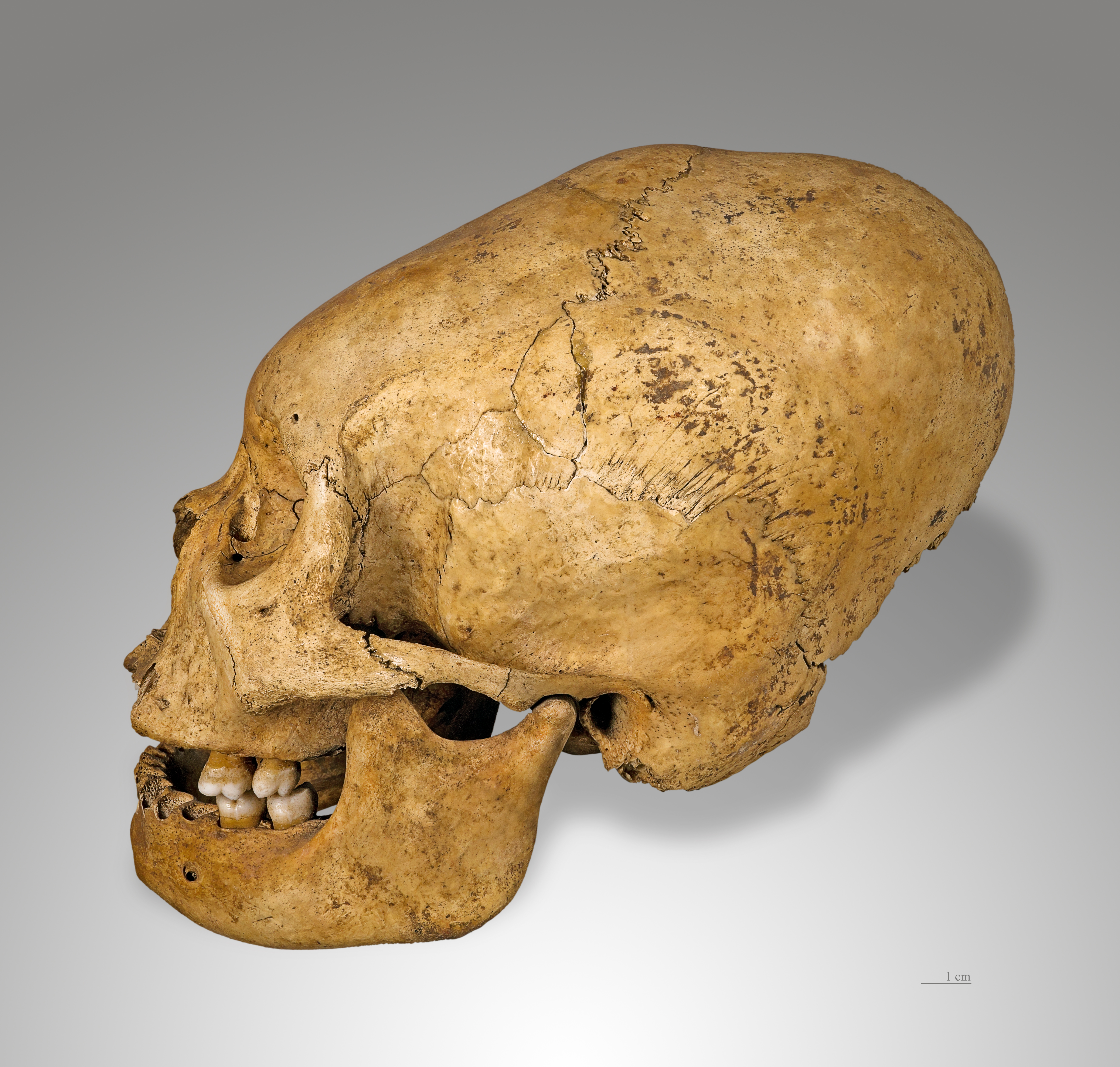
Cráneo deformado Proto Nazca 200-100 a. C.

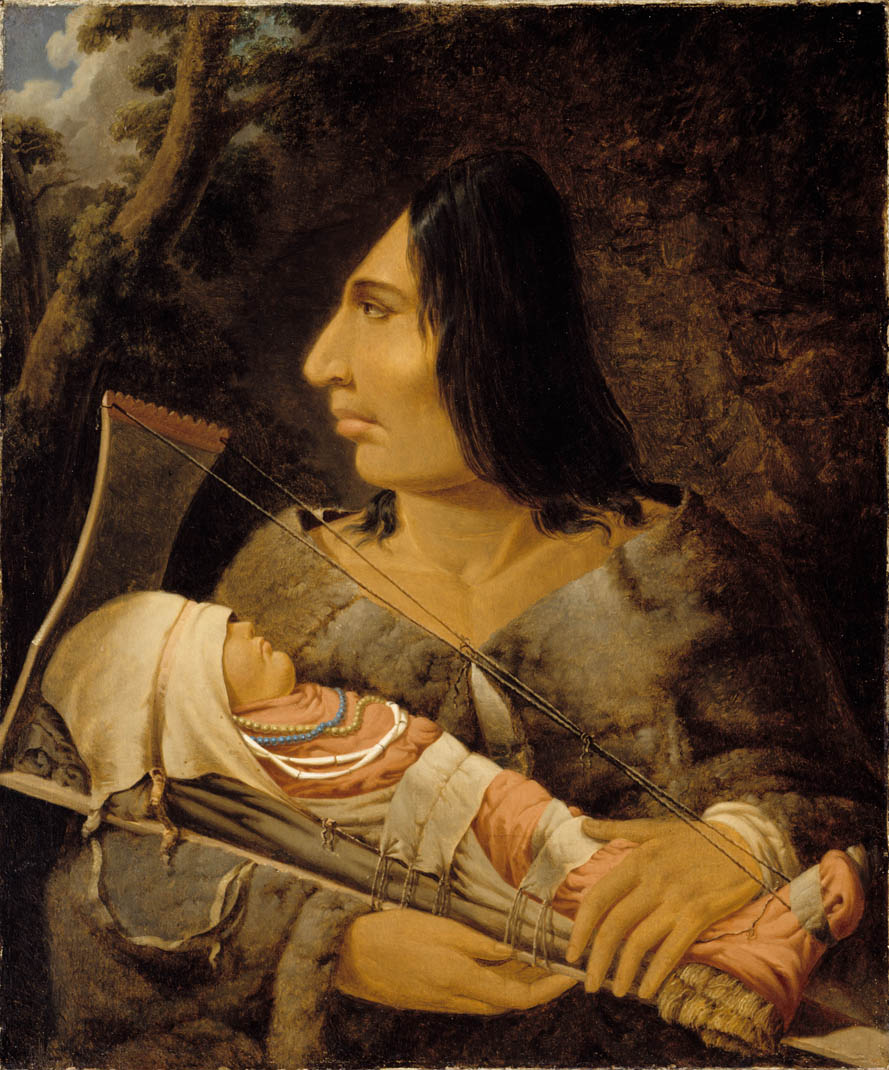
Pintura de Paul Kane, mostrando un niño Chinook en el proceso de aplanar su cabeza, y a un adulto luego del proceso.

La deformación craneal artificial o modificación cultural del cráneo es una forma de modificación corporal mediante la cual el cráneo se deforma intencionalmente con ayuda de vendajes y tablas durante la infancia temprana, poco después del nacimiento, cuando el cráneo no se ha terminado de fusionar y es posible moldearlo. Se tiene conocimiento de esta práctica en Europa, en específico Francia, África y América.

## Historia

Cráneo alongado de una joven mujer, probablemente una Alano.

La modificación intencional del cráneo fue practicada en muchas culturas separadas geográfica y cronológicamente. Los primeros registros de esta práctica se remontan a 45 000 años antes del presente y continúa en algunos lugares, como Vanuatu y la República del Congo. 

### Europa
En la Europa antigua, los Hunos y los Alanos practicaban la deformación craneal. En la Antigüedad tardía (300-600 d. C.), los pueblos germánicos orientales (Gépidos, Ostrogodos, Hérulos, Rugios y Burgundios) que eran gobernados por los Hunos adoptaron esta costumbre, mientras que en las tribus germanas del oeste esta no era una práctica habitual.

#### Descripción de Hipócrates
El registro escrito más antiguo de deformación craneal data del 400 a. C. en la descripción de Hipócrates de una tribu africana, los Macrocéfalos o "Cabezas largas", llamados así por su práctica de deformación craneal.

#### Francia

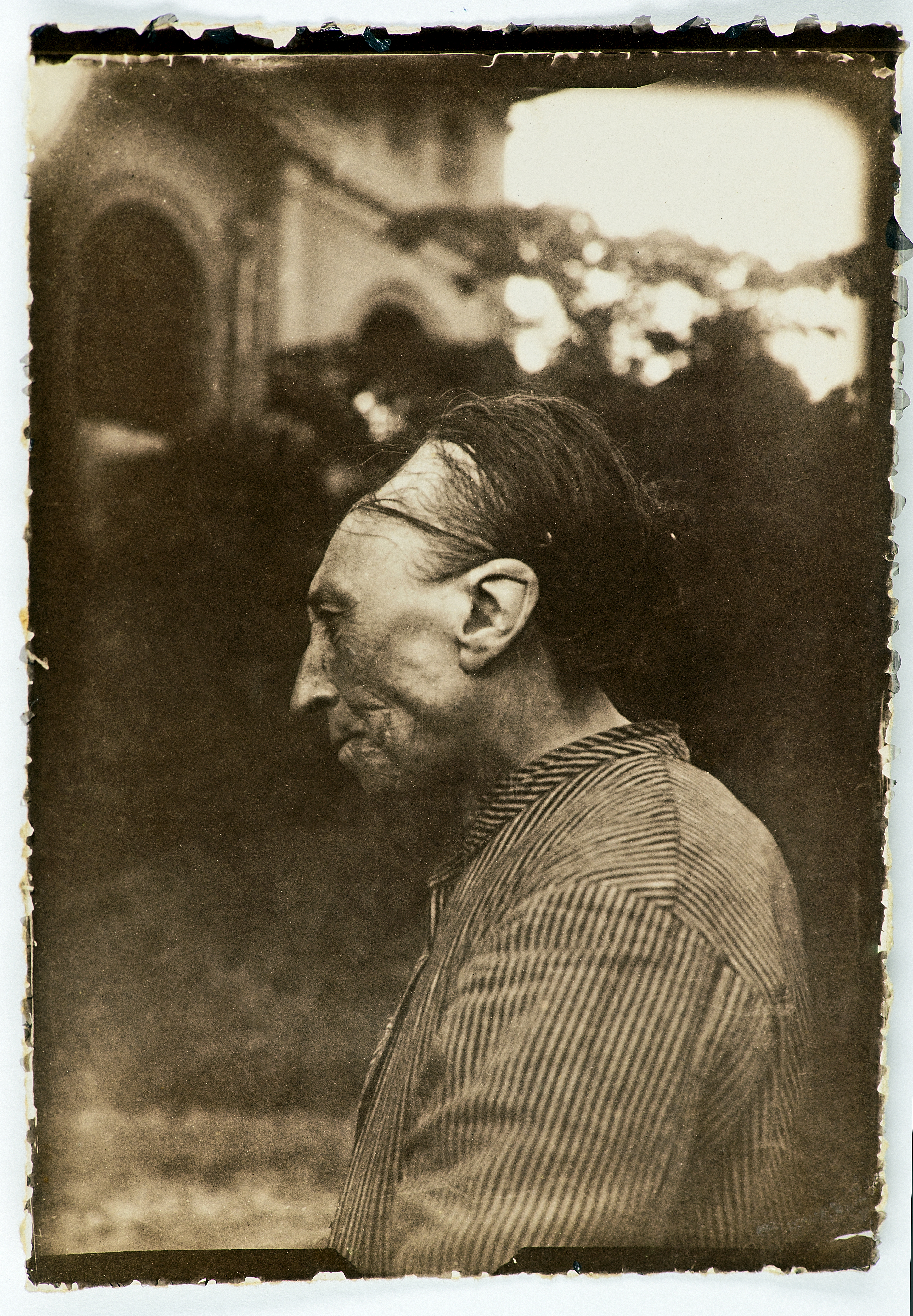
Deformación deliberada del cráneo en Toulouse.

En la región de Toulouse (Francia), esta deformación voluntaria se realizó hasta principios del siglo XX. Era bastante común en varias partes de Francia hasta principios del siglo XX. En Gascuña y Auvernia se aseguraban con vendajes en cunas de madera y la cabeza se colocaba en un agujero. Al crecer, los cráneos mostraban una forma amplia y una frente plana. Muchas veces los hombres y mujeres usaban una banda por el resto de sus vidas dado que se sentían que era impropio no usarlas.

### América

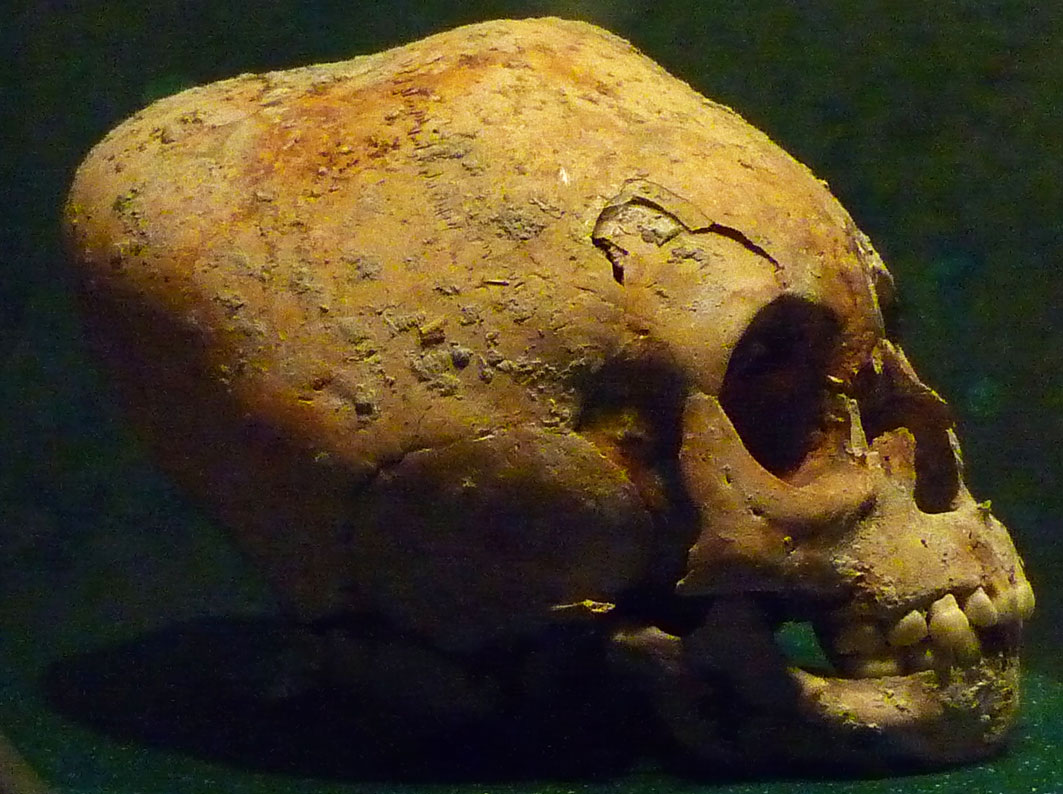
Cráneo modificado maya exhibido en el Museo Nacional de Antropología, México.

En América, la característica más conspicua de las modificaciones del cráneo es su diversidad. Los paracas (en Perú), los mayas (en Mesoamérica), y ciertas tribus de Estados Unidos tenían la costumbre de alargar las cabezas de los infantes. En América del Norte la práctica era conocida entre las tribus chinook del noroeste y los choctaw del sudeste. El grupo de nativos americanos conocidos como los cabeza plana no practicaban el aplanado de cabeza, pero fueron nombrados así por contraste con otros pueblos salishanos que usaban modificación craneal para hacer que su cabeza pareciera más redonda. De todas formas, otras tribus como los choctaw, los chehalis y los nooksack practicaban el aplanado de cabeza atando la cabeza del infante a un porta bebés de madera. Los pueblos lucayanos de las Bahamas y los aborígenes australianos también practicaban esta técnica.

#### Cultura paracas

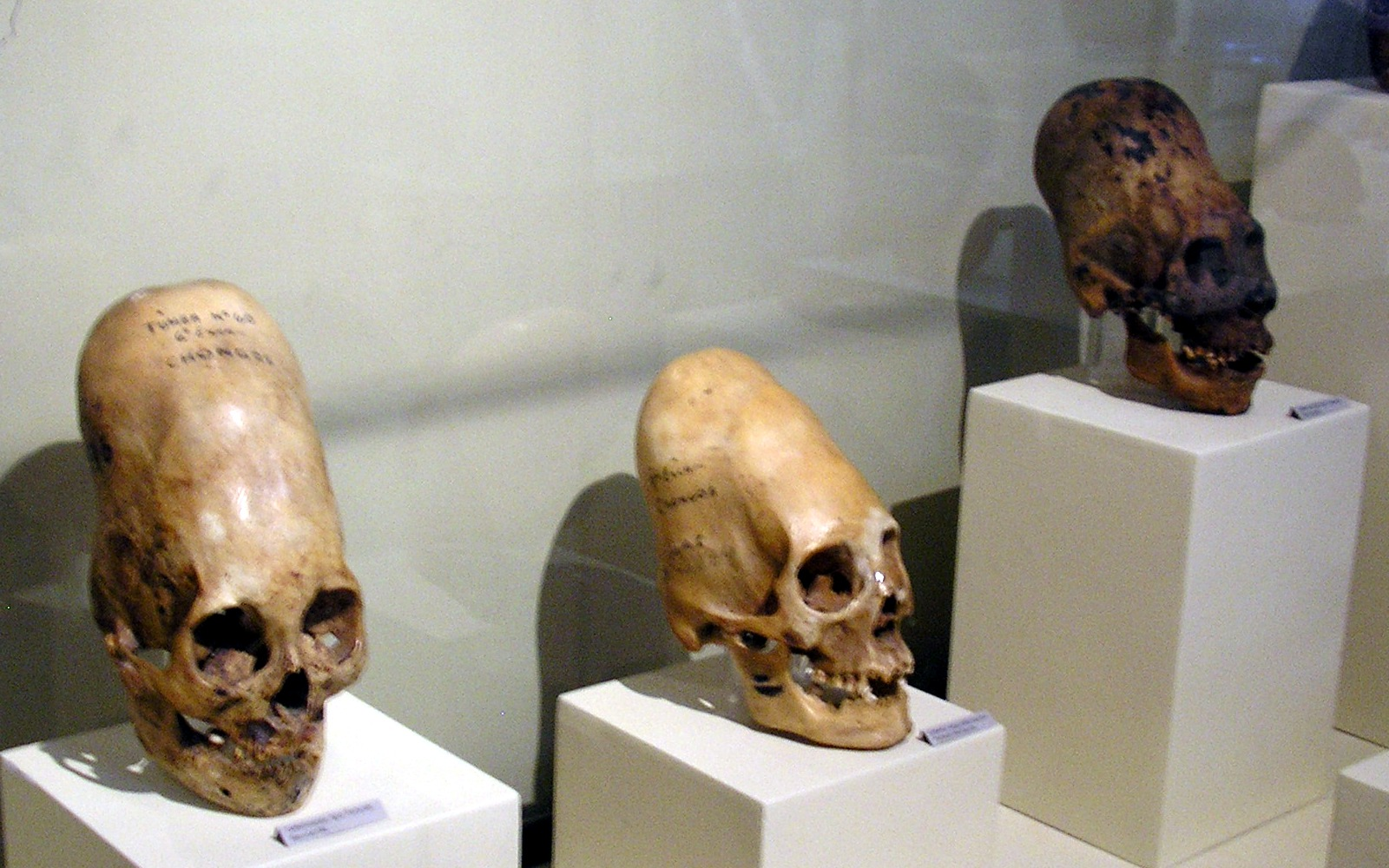
Cráneos de la cultura Paracas.

Los paracas vivieron en la costa de Perú, al sur de la capital Lima. Algunos estudios indicarían que esta cultura existió entre el 700 a. C. y el 200 d. C. pero ello puede variar ya que son pocas las pruebas de carbono 14 que han sido realizadas en los materiales orgánicos encontrados en el área. Julio César Tello condujo excavaciones arqueológicas cerca del área de los Paracas en 1927 y 1928. Un aspecto intrigante de esta cultura, que ha sido pasado por alto por la mayoría de los investigadores, es el hecho de que la nobleza practicaba el vendado de la cabeza para provocar deformación craneal. La situación de los Paracas es de alguna manera única en cuanto a que Juan Navarro y Brien Foerster han encontrado la presencia de al menos cinco formas distintas de cabezas alargadas, siendo cada tipo predominante en cementerios específicos. Los más grandes e impactantes son del sitio llamado Chongos, cerca de la ciudad de Pisco. Estos cráneos son llamados “cabezas largas”, debido a su apariencia alargada. Pruebas sobre estos cráneos han revelado que, en promedio, la capacidad craneal es de 1,5 litros, aproximadamente un 25 % más que los cráneos contemporáneos y pesan un 60 % más. También las cavidades orbitales son significativamente mayores que las de cráneos contemporáneos y la mandíbula más grande y gruesa. Más aún, la presencia de dos pequeños huecos en la parte posterior de los cráneos de Chongos, llamados foramen, indican que el flujo sanguíneo y quizás los nervios, excitaban el cráneo en la parte posterior para alimentar el tejido dérmico. Esto pareciera indicar que la naturaleza hizo esto y no una deformación craneal.

#### Patagonia
En Patagonia los estudios craneológicos comenzaron en el siglo XIX con los trabajos de F. Ameghino y F. Moreno. Estos autores analizaron colecciones provenientes del valle inferior del río Negro, en el norte de la Patagonia y detectaron altos porcentajes de cráneos modificados culturalmente en las muestras analizadas. Posteriormente, las investigaciones de José Imbelloni han tenido gran relevancia en el estudio las modificaciones artificiales del cráneo en Sudamérica, tanto en Patagonia como en el Noroeste argentino y los Andes Centrales. Propuso una relación entre las formas de los cráneos y los instrumentos utilizados para lograr las modificaciones: las compresiones circulares se logran mediante la implementación de vendas, y las tabulares con tablas sobre los huesos frontal y occipital. En su esquema clasificatorio de las modificaciones describió: tipo anular, que resulta en una redondeamiento de la bóveda craneana y tipo tabular, donde se comprimen los huesos frontal y occipital con tensión rígida. Dentro del tipo tabular, existen la tabular oblicua y la tabular erecta. En esta categoría del esquema de Imbelloni se pueden encontrar a su vez tres variedades de modificaciones con presencia en el norte de Patagonia: planolámbdica, planofrontal y pseudocircular.
Marcelo Bórmida realizó un aporte significativo en este sentido mostrando en muestras de Patagonia que más del 65% de los cráneos estudiados presentaban modificaciones culturales. A su vez, con el objetivo de hacer un análisis raciológico, encontró una asociación entre los tipos de modificaciones y la cronología de las poblaciones que ejercían esa práctica. Según las relaciones establecidas por Bórmida, el orden cronológico de aparición de las modificaciones es del más antiguo al más moderno: pseudocircular, planofrontal y planolámbdica.
A partir de la segunda mitad del siglo XX numerosos autores comenzaron a estudiar las modificaciones desde una perspectiva evolutiva, a nivel poblacional. Se ha mostrado que existe un gran porcentaje de cráneos modificados culturalmente en muestras de todas las provincias patagónicas. La sucesión cronológica continúa respondiendo a la propuesta de Bórmida, aunque las interpretaciones están relacionadas con cuestiones sociales de identificación cultural o funcionales no intencionales (por atado del bebé en la cuna para transporte). Un ejemplo es Aquihuecó, un sitio de entierros norpatagónico de más de 4000 años de antigüedad, cuyos individuos presentan modificación cultural del cráneo de tipo circular en el 30 % de los cráneos estudiados.

#### Colombia
Tribus Panche en los departamentos de Tolima y Cundinamarca, también deformaban su cráneo.

### Tahití, Samoa y Hawái
Friedrich Ratzel en The History of Mankind reportó en 1896 que la deformación craneal, tanto por aplanamiento por detrás como por elongación hacia el vértice fueron encontrados en lugares aislados de Tahití, Samoa, Hawái, y el grupo Paumotu más frecuentemente en Mallicollo en las Malakula (Vanuatu), donde el cráneo era deformado extraordinariamente plano.

## Razones

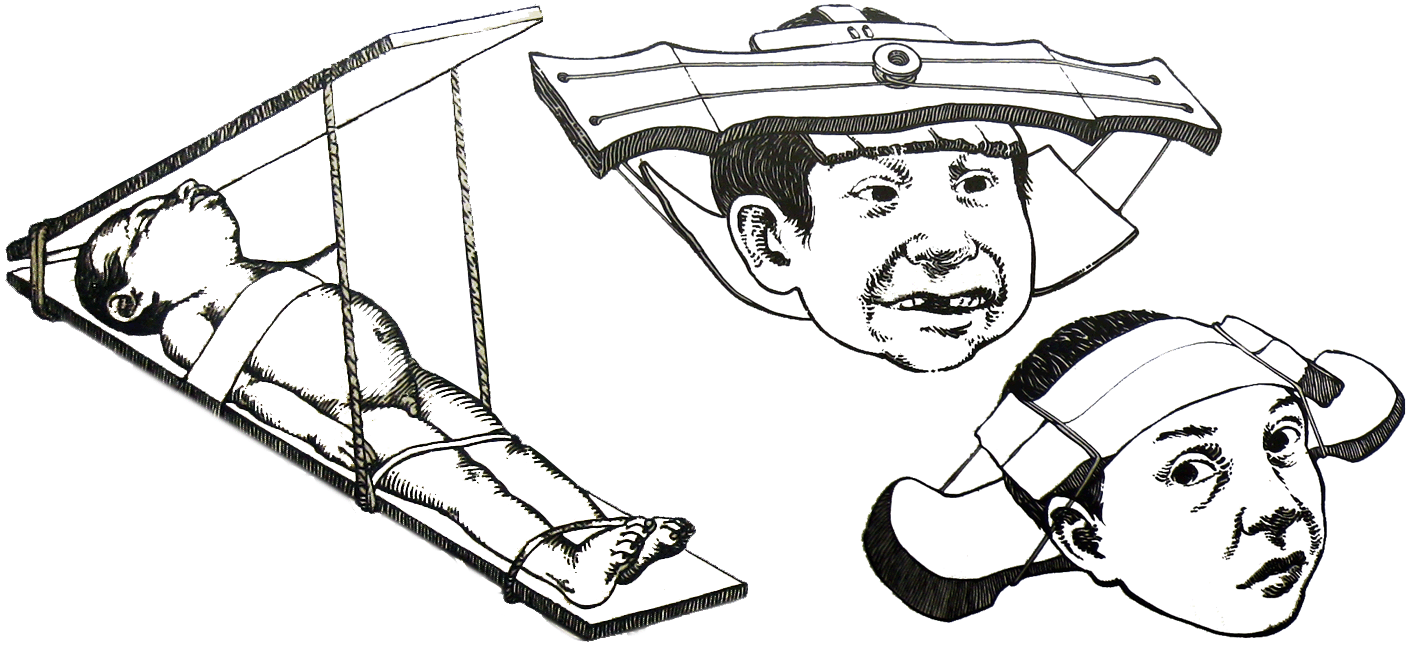
Métodos usados por los pueblos Mayas para modelar la cabeza de sus niños.

La deformación craneal era probablemente realizada para representar afiliaciones grupales, o para demostrar estatus social. Esto pudo haber desempeñado un rol clave en la sociedad de la civilización Maya. Puede pensarse que modificar un cráneo con una forma antinatural, pudo haber sido un medio de alcanzar atributos deseables estéticos. En el área de habla Nahai de la Isla Tomman y el sudoeste de Malakula (Vanuatu) una persona con cabeza elongada era considerada más inteligente y más cercana al mundo de los espíritus.